# Гаддінґ
Гаддінґ — воїн та чарівник германо-скандинавської міфології.

## Історія
Гаддінґ виховувався велетнями в Швеції. Гаддінґ користується заступництвом Одіна.

## Звитяги
Гаддінґ здійснив низку подвигів, в тому числі й помстився за смерть батька.
Боги були невдоволені, але Гаддінґ вмилостивив їх, принісши жертву Фрейрові. Він вбив велетня, позбавляючи від його посягань доньку норвезького короля, яку пізніше бере собі за дружину. Пізніше він та супутниця з підземного світу відвідують підземне царство мертвих, де знаходять плодючі поля та людей благородного вигляду. Мостом Гаддінґ переходить через стрімкий потік, в якому плавала зброя. На березі билися два війська, це були, як пояснила йому його провідниця, воїни, які загинули на полі бою й постійно тепер повторюють звершення свого попереднього життя. Далі їм перекрила шлях висока стіна, але супутниця Гаддінґа відірвала голову півневі, якого несла з собою, й кинула його за стіну, де він одразу ж ожив й почав кукурікати.
Повернувшися у світ живих, Гаддінґ поновлює свої військові звитяги, Одін, якого він прийняв на свій корабель, навчає його бойовому строю та передбачає, що Гаддінґ помре від власної руки. Друг Гаддінґа, король Швеції Гундінґ, отримавши хибну звістку про його смерть, влаштував бенкет на його честь й потонув у бочці з пивом. Почувши про загибель друга, Гаддінґ повісився в присутності всього народу.